# Continuo lineal
En el campo matemático de la teoría del orden, un continuo o continuo lineal es una generalización de la recta real.
Formalmente, un continuo lineal es un orden total S de más de un elemento que está densamente ordenado, es decir, entre dos elementos distintos siempre hay otro (y por lo tanto, hay infinitos otros), y completo, es decir, que "carece de espacios" en el sentido de que todo subconjunto no vacío con un límite superior tiene un límite superior mínimo. Expresado de forma simbólica:
1. S tiene un límite superior mínimo
2. Para cada x en S y cada y en S con x < y, existe z en  S tal que x < z < y

Un conjunto tiene la propiedad del límite superior mínimo, si cada subconjunto no vacío del conjunto que está acotado superiormente tiene un límite superior mínimo en el conjunto. Los continuos lineales son particularmente importantes en el campo de la topología, donde se pueden usar para verificar si un conjunto ordenado dada la topología del orden es conexo o no.
A diferencia de la recta real estándar, un continuo lineal puede estar acotado en cualquier lado: por ejemplo, cualquier intervalo (real) es un continuo lineal.

## Ejemplos
- El conjunto ordenado de los números reales, R, con su orden habitual es un continuo lineal y es el ejemplo arquetípico. La propiedad b) es trivial y la propiedad a) es simplemente una reformulación del axioma del supremo.

Otros ejemplos además de los números reales:
- Conjuntos que son orden isomórficos con respecto al conjunto de los números reales, como por ejemplo, un intervalo real, y lo mismo con espacios semiabiertos (téngase en cuenta que estos no son espacios en el sentido mencionado anteriormente)
- La recta real extendida y los conjuntos de orden isomorfos, como por ejemplo el intervalo unidad
- El conjunto de números reales con solo +∞ o solo −∞ agregados, y los conjuntos de orden isomorfos, como por ejemplo un intervalo
- La recta larga
- El conjunto I × I (donde × denota el producto cartesiano e I= [0, 1]) en orden lexicográfico es un continuo lineal. La propiedad b) es trivial. Para verificar la propiedad a), se define una aplicación, π1 : I × I → I por

π1 (x, y)= x
Esta aplicación se conoce como proyección. La aplicación de proyección es continua (con respecto a la topología producto en I × I) y es sobreyectiva. Sea A un subconjunto no vacío de I × I que está acotado superiormente. Considérese π1(A). Dado que A está superiormente acotado, π1(A) también debe estar superiormente acotado. Dado que π1(A) es un subconjunto de I, debe tener un límite superior mínimo (ya que I tiene la propiedad del límite superior mínimo). Por lo tanto, se puede dejar que b sea el límite superior mínimo de π1(A). Si b pertenece a π1(A), entonces b × I intersecará a A en, póngase por caso, b × c para algún c ∈ I. Obsérvese que dado que b × I tiene el mismo tipo de orden que I, el conjunto (b × I) ∩ A de hecho tendrá un límite superior mínimo b × c', que es el límite superior mínimo buscado para A.
Si b no pertenece a π1(A), entonces b × 0 es el límite superior mínimo de A, porque si d < b, y d × e es un límite superior de A, entonces d sería un límite superior más pequeño de π 1(A) que b, lo que contradice la propiedad única de b.

## Casos que no son continuos lineales
- El conjunto ordenado Q de los números racionales no es un continuo lineal. Aunque la propiedad b) se cumple, la propiedad a) no. Considérese el subconjunto

A= {x ∈ Q|x < √2}
del conjunto de los números racionales. Aunque este conjunto está acotado superiormente por cualquier número racional mayor que √2 (por ejemplo 3), no tiene límite superior mínimo en los números racionales. Específicamente, para cualquier límite superior racional r > √2, r/2 + 1/r es un límite superior racional más cercano (véanse los detalles en la sección dedicada al método de Herón).
- El conjunto ordenado de los números enteros no negativos con su orden habitual no es un continuo lineal. La propiedad a) se cumple (sea A un subconjunto del conjunto de enteros no negativos acotado superiormente. Entonces, A es finito, por lo que tiene un máximo, y este máximo es el mínimo superior buscado, límite de A). En cambio, no cumple la propiedad b). De hecho, 5 es un número entero no negativo y también lo es 6, pero no existe ningún número entero no negativo que se encuentre estrictamente entre ambos.

- El conjunto ordenado A de los números reales distintos de cero

A= (−∞, 0) ∪ (0, +∞)
no es un continuo lineal. La propiedad b) se satisface trivialmente. Sin embargo, si B es el conjunto de los números reales negativos:
B= (−∞, 0)
entonces B es un subconjunto de A que está limitado superiormente (por cualquier elemento de A mayor que 0; por ejemplo 1), pero no tiene un límite superior mínimo en B. Obsérvese que 0 no es un límite de B ya que por definición 0 no es un elemento de A.
- Sea Z− el conjunto de los números enteros negativos y sea A= (0, 5) ∪ (5, +∞). Ahora, considérese que

S= Z− ∪ A.
Entonces, S no satisface ni la propiedad a) ni la propiedad b). La prueba es similar a los ejemplos anteriores.

## Propiedades topológicas
Aunque los continuos lineales son importantes en el estudio de conjuntos ordenados, también tienen aplicaciones en el campo matemático de la topología. De hecho, se demuestra que un conjunto ordenado según una topología del orden es conexo si y solo si es un continuo lineal. Se demuestra una implicación y se deja la otra como ejercicio (Munkres explica la segunda parte de la prueba en su obra Topology).
Teorema
Sea X un conjunto ordenado según una topología de orden. Si X es conexo, entonces X es un continuo lineal.
Demostración:
Supóngase que x e y son elementos de X con x < y. Si no existe un z en X tal que x < z < y, considérense los conjuntos:
A= (−∞, y)
B= (x, +∞)
Estos conjuntos son disjuntos (Si a está en A, a < y, de modo que si a está en B, a > x y a < y, lo cual es imposible por hipótesis), no vacíos (x está en A e y está en B) y son abiertos (en la topología de orden), y su unión es X. Esto contradice que X sea conexo.
Ahora se demuestra la propiedad del límite superior mínimo. Si C es un subconjunto de X que está acotado superiormente y no tiene límite superior mínimo, sea D la unión de todos los rayos abiertos de la forma (b, +∞ ) donde b es un límite superior para C. Entonces, D es abierto (ya que es la unión de conjuntos abiertos) y cerrado (si a no está en D, entonces a < b para todos los límites superiores b de C, de modo que se puede elegir q > a tal que q esté en C (si tal q no existe, a es el límite superior mínimo de C), entonces se puede elegir un intervalo abierto que contenga a a y que no interseque a D). Dado que D no está vacío (hay más de un límite superior de D, porque si hubiera exactamente un límite superior s, sería el límite superior mínimo. Entonces, si b1 y b2 son dos límites superiores de D con b1 < b2, b2 pertenecerá a D ), D y su complemento son conjuntos separados en X, lo que contradice la conexión de X.

### Aplicaciones del teorema
1. Dado que el conjunto ordenado A= (−∞, 0) U (0,+∞) no es un continuo lineal, está desconectado.
2. Al aplicar el teorema recién demostrado, se deduce que R es conexo. De hecho, cualquier intervalo (o rayo) en R también es conexo.
3. El conjunto de los números enteros no es un continuo lineal, y por lo tanto, no se puede conectar.
4. De hecho, si un conjunto ordenado en la topología del orden es un continuo lineal, debe ser conexo. Dado que cualquier intervalo en este conjunto es también un continuo lineal, se deduce que este espacio es localmente conexo, ya que tiene una base que consta enteramente de conjuntos conexos.
5. Para ver un ejemplo de espacio topológico que es un continuo lineal, consúltese recta larga.